# Pat, the Cowboy
Pat, the Cowboy è un cortometraggio muto del 1913 diretto da Pat Hartigan.

## Produzione
Il film, prodotto dalla Kalem Company, fu girato in California, a Santa Monica.

## Distribuzione
Distribuito dalla General Film Company, il film - uno split reel - uscì nelle sale cinematografiche USA il 16 maggio 1913. Nelle proiezioni, veniva programmato con il sistema dello split reel, accorpato in un'unica bobina con un altro cortometraggio prodotto dalla Kalem, il documentario Food Inspection.